# Gatczyna Towarowa Bałtycka
Gatczyna Towarowa Bałtycka (ros. Гатчина-Товарная-Балтийская) – stacja kolejowa w miejscowości Gatczyna, w rejonie gatczyńskim, w obwodzie leningradzkim, w Rosji.
Znajdują tu się dwa perony – jeden na głównej linii wschód - zachód i drugi na łączniku pomiędzy Gatczyną Warszawską a Gatczyną Pasażerską Bałtycką.

## Historia
Stacja powstała w XIX w.